# La Chartreuse de Parme (téléfilm, 2012)
Pour les articles homonymes, voir La Chartreuse de Parme (homonymie).
La Chartreuse de Parme (La Certosa di Parma) est un téléfilm franco-italien réalisé par Cinzia TH Torrini, diffusé en France à la télévision en deux parties : le 29 et le 30 décembre 2012. Il est inspiré du roman homonyme de Stendhal.

## Fiche technique
- Titre original : La Certosa di Parma
- Réalisation : Cinzia TH Torrini
- Scénario : Frédéric Mora, Louis Gardel, Francesco Arlanch et Jacques Nahum, d'après le roman de Stendhal
- Photographie : Bernard Malaisy
- Société de production : Tangram Film, JNB France Films et A Prime Group
- Durée : 210 min
- Pays :  France
- Pays :  Italie
- Dates de diffusion :
  - le 29 décembre 2012 sur France 3 (Première partie)
  - le 30 décembre 2012 sur France 3 (Seconde partie)

## Distribution
- Marie-Josée Croze : Gina, duchesse de Sanseverina
- Rodrigo Guirao Díaz : Fabrice Del Dongo
- Hippolyte Girardot : le comte Mosca
- François Berléand : le prince de Parme
- Alessandra Mastronardi : Clelia Conti
- Mattia Sbragia : le marquis Del Dongo
- Delphine Serina : la marquise Raversi
- Laure Killing : Clara Paolina
- Fabio Farronato : Bruno
- Ruggero Cara : Grillo
- Enrico Beruschi : Abbé Blanès
- Stefano Abbati : Rassi
- Léo Mantovani : Pernice
- Ralph Palka : le général Conti
- Roland Copé : l'archevêque Landriani

## Bande originale
La bande originale a été créée par Savio Riccardi, célèbre compositeur italien. La bande son a donc été spécialement conçue pour la série.